# Gemeine Hasel
Die Gemeine Hasel (Corylus avellana), auch Haselstrauch oder Haselnussstrauch genannt, ist eine Pflanzenart aus der Familie der Birkengewächse (Betulaceae). Sie ist ein meist rund fünf Meter hoch werdender sommergrüner Strauch, der in Europa und Kleinasien heimisch und in Mitteleuropa sehr häufig ist. Bekannt ist sie für ihre essbaren, seit Jahrtausenden vom Menschen genutzten Früchte, die Haselnüsse. Der Großteil der im Handel erhältlichen Haselnüsse stammt jedoch von der nahe verwandten Lambertshasel (Corylus maxima). Das Art-Epitheton avellana bezieht sich auf die antike italienische Stadt Abella, heute Avella, in der heutigen Provinz Avellino in Kampanien nahe dem Vesuv. Die Region ist für ihren Haselnussanbau schon seit dem Altertum bekannt.

## Merkmale

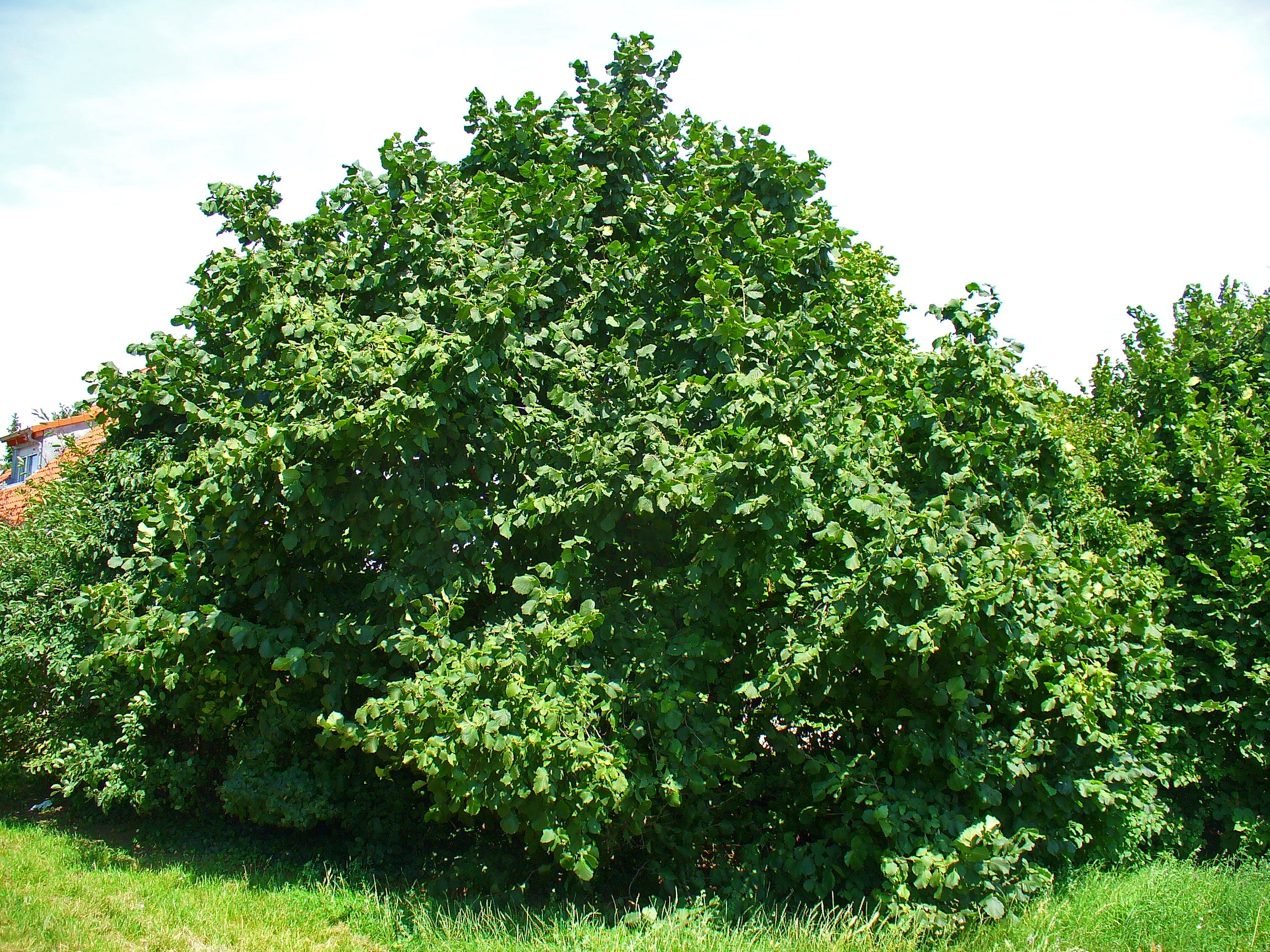
Habitus der Gemeinen Hasel

Die Hasel wächst in der Regel als vielstämmiger, aufrechter Strauch von 5 bis 6 Metern Höhe. Die Verzweigung ist sympodial. In seltenen Fällen wächst sie als Baum und wird dann bis zu 10 Meter hoch. Sie ist sommergrün und bildet Stockausschläge. An der Stammbasis entstehen Schösslinge, die im ersten Jahr mehrere Meter hoch werden können, sich aber erst im zweiten Jahr verzweigen und noch später zur Seite biegen. Diese Schösslinge sorgen für den strauchförmigen Wuchs, da die Verzweigung der Hasel ansonsten akroton (an der Spitze) gefördert ist. Der Stammdurchmesser (BHD) kann 15 bis 18 Zentimeter erreichen. Das Höchstalter der Hasel liegt bei 80 bis 100 Jahren.

### Knospen und Triebe
Die Winterknospen sind stumpf eiförmig, fünf bis sieben Millimeter lang und seitlich leicht zusammengedrückt. Die Knospen sind am Rand bewimpert. An der Lichtseite sind sie rotbraun, im Schatten grün. Die scheinbaren Endknospen sind breit eiförmig und nur kaum größer als die Seitenknospen. Junge Triebe sind im Querschnitt rund und haben ein kleines, rundes Mark. Die Triebe sind mit kurzen Haaren dicht besetzt und haben auch etliche große, helle Lentizellen. Die Triebspitze ist durch rotbraune Drüsenhaare gekennzeichnet. In den Blattnarben sind fünf Leitbündel sichtbar. Die jungen Triebe sind relativ dünn und wachsen etwas zickzackförmig.

### Blätter

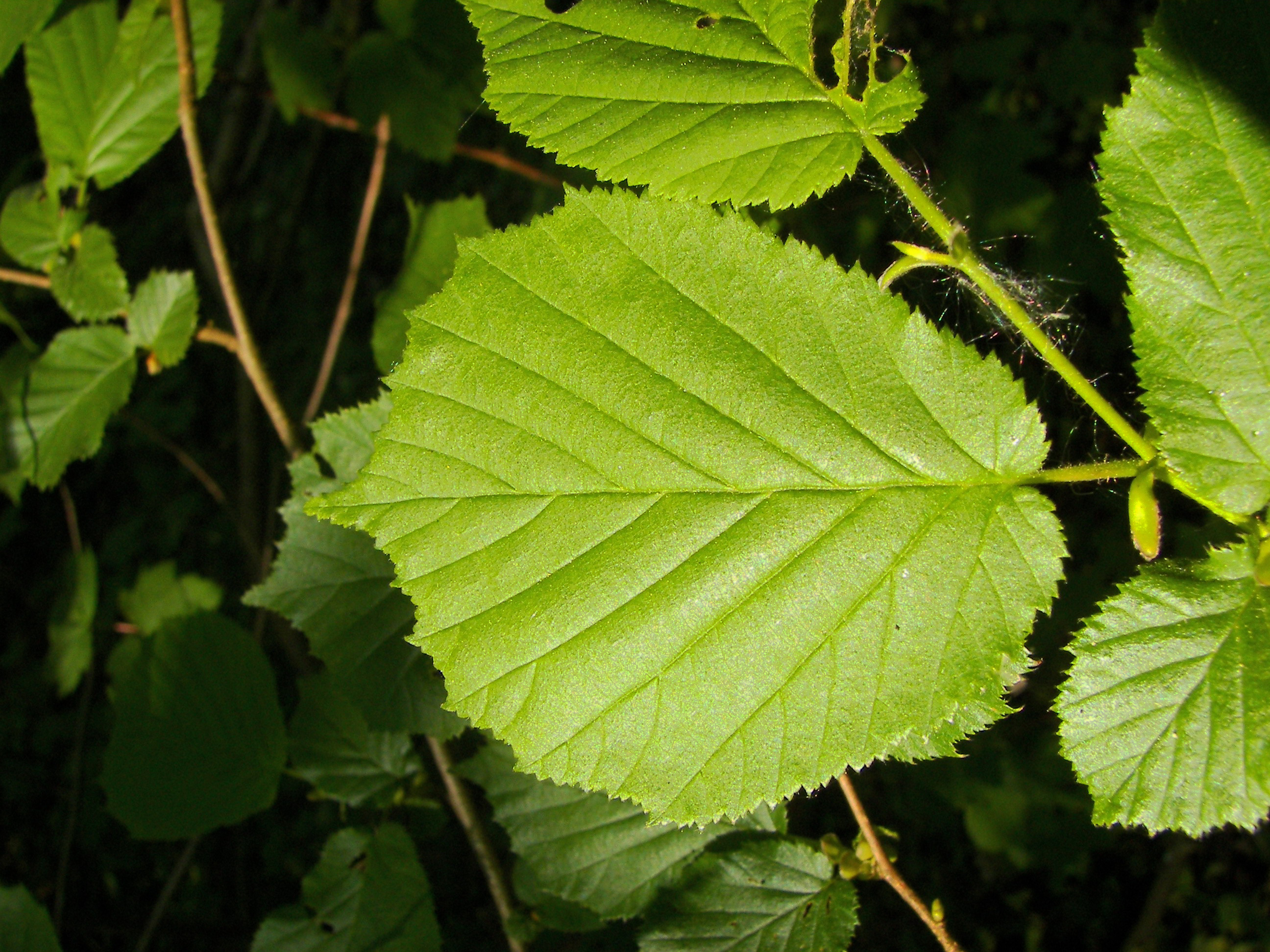
Blatt der Gemeinen Hasel

Die Blätter stehen zweizeilig wechselständig an den Trieben, an aufrechten Trieben jedoch spiralig. Der Blattstiel ist 0,5 bis 2 Zentimeter lang und drüsig behaart. Die Blattspreite ist runzelig, 7 bis 13 Zentimeter lang und 6 bis 10 Zentimeter breit. Die Form ist rundlich bis verkehrt-eiförmig. Die Spreitenspitze ist eine kurze Spitze, die Blattbasis ist oft etwas asymmetrisch und herzförmig. Der Blattrand ist grob doppelt gesägt. Die Blattoberseite ist zerstreut behaart und deutlich dunkler als die Unterseite. Die zwei kleinen, eiförmigen Nebenblätter fallen nach dem Blattaustrieb bald ab. Sonnen- und Schattenblätter unterscheiden sich in ihrer Anatomie. Je weniger Licht ein Blatt erhält, umso kürzer sind die Palisadenzellen. Im Herbst vergilben die Blätter vom Rand her, bevor sie abfallen.

### Holz und Rinde
Das Holz der Hasel ist mäßig hart und zäh. Es besitzt eine rötlich-weiße Farbe, wobei zwischen Splint- und Kernholz kein Unterschied besteht. Die Rohdichte des Holzes (r15) beträgt 0,57 bis 0,63 g/cm³. Die Hasel bildet keine Borke aus. Ihr Abschlussgewebe auch auf alten Zweigen ist eine glatte, glänzend graubraune Rinde. Auf ihr sitzen querstehende, helle Lentizellen. Im Alter bekommt die Rinde Längsrisse.

### Blüten

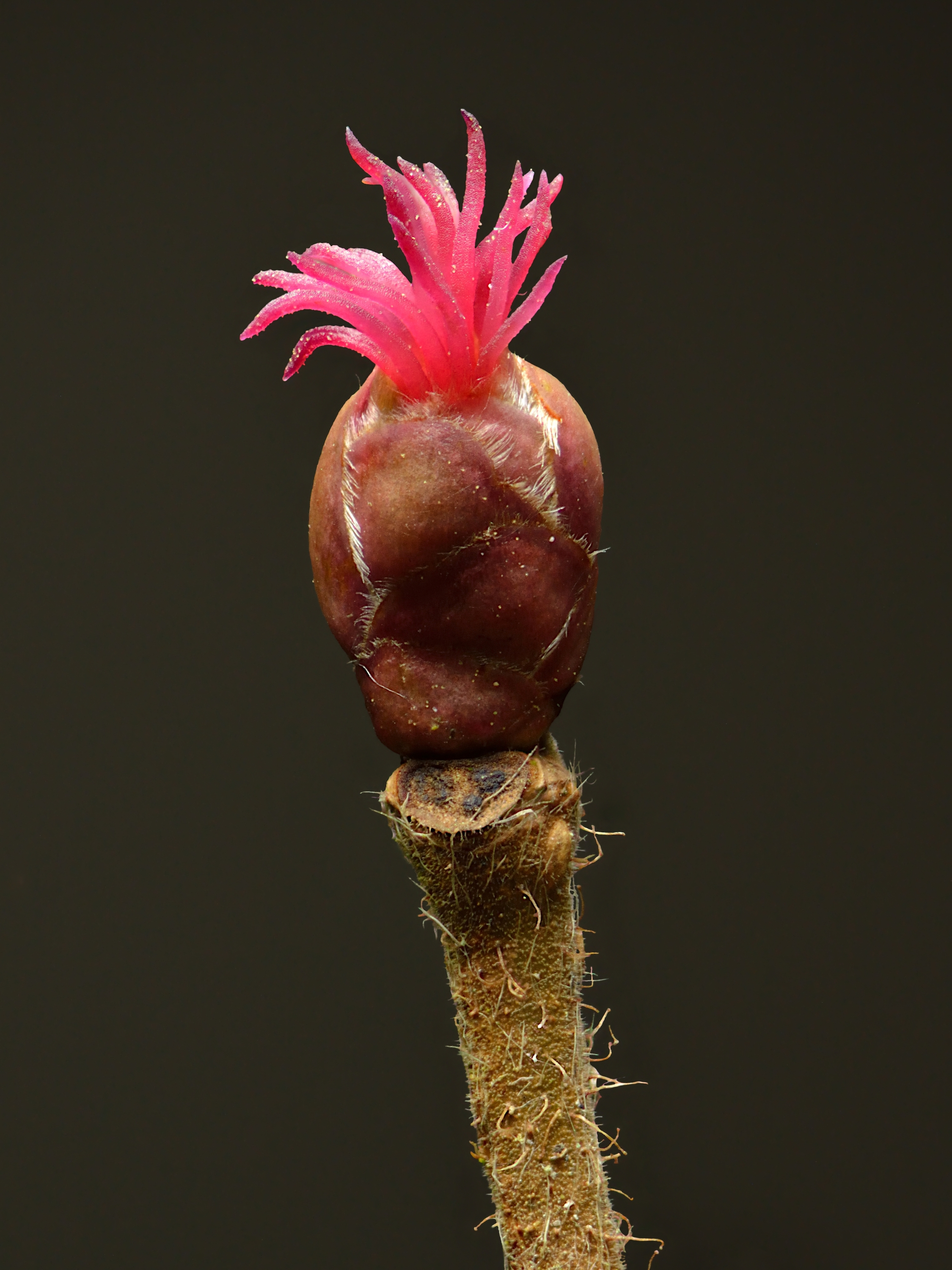
Weiblicher Blütenstand der Gemeinen Hasel
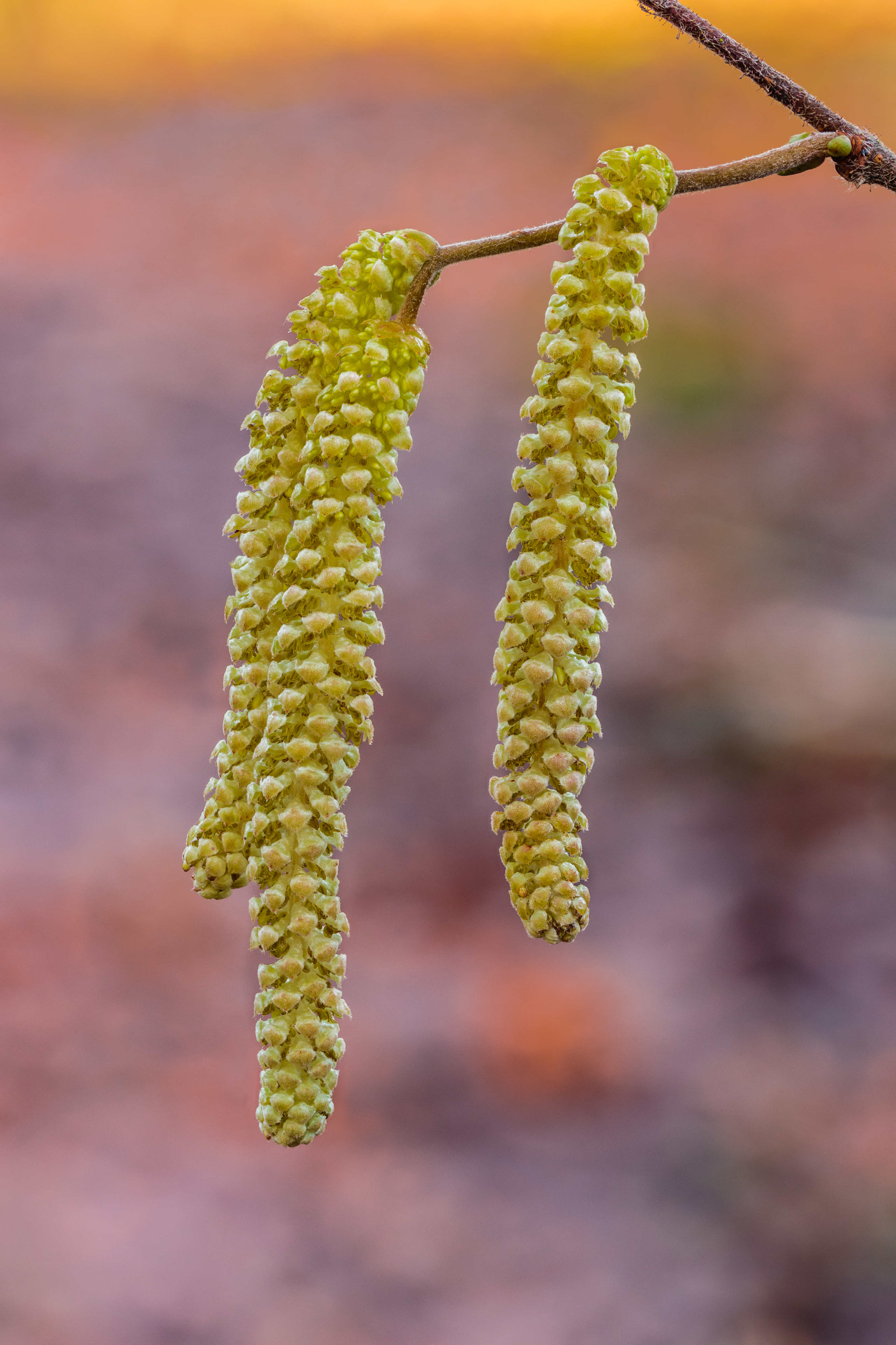
Männlicher Blütenstand der Gemeinen Hasel

Die Hasel ist monözisch, d. h., eine Pflanze verfügt über weibliche und männliche Blütenstände. Diese stehen in dichasialen Teilblütenständen. Letztere stehen entweder zu vielen und bilden Kätzchen (männliche Blüten) oder sie stehen zu mehreren und bleiben von der Knospe eingeschlossen (weibliche Blüten). Die Hasel hat ihre Blütezeit im Februar/März vor dem Laubaustrieb und ist als Frühblüher ein wichtiger Pollenlieferant für Honigbienen. An warmen, sonnigen Wintertagen werden allerdings nur die männlichen Kätzchen angeflogen, da die weiblichen Blüten weder duften noch Nektar anbieten. Die Bestäubung erfolgt in jedem Fall durch den Wind (Anemophilie). Die Blüten sind recht unscheinbar. Ein einziges Kätzchen enthält etwa 2 Millionen Pollenkörner. Mit etwa zehn Jahren tragen die Sträucher das erste Mal Früchte. Mit der leicht zu beobachtenden Haselblüte ist sie eine phänologische Zeigerpflanze.
Die männlichen Blütenstände entstehen bereits im Herbst des Vorjahres und überwintern nackt. Meist stehen zwei bis vier Blütenstände an der Spitze oder in Blattachseln letztjähriger Triebe. Zur Blüte strecken sie sich auf 8 bis 10 Zentimeter Länge. Die Einzelblüten stehen in der Achsel eines flaumig behaarten Tragblatts, am Blütenstiel sitzen zwei Vorblätter. Ein Perianth fehlt, sodass die Blüte aus vier Staubblättern mit je zwei Antheren besteht. Der Pollen der Hasel besitzt drei Keimporen.
Die weiblichen Blüten stehen in zweiblütigen Dichasien. Diese bilden zu mehreren den weiblichen Blütenstand, der jedoch auch bei der Blüte von den Knospenschuppen umschlossen bleibt. Lediglich die roten Narben ragen aus der Knospe hervor. Das Dichasium besteht aus dem Deckblatt, den beiden Vorblättern der fehlenden Mittelblüte sowie den beiden Seitenblüten, die entwickelt sind. Die Seitenblüten sind von zwei miteinander verwachsenen Vorblättern umgeben, die später zur Fruchthülle werden. Die Blüte besteht aus dem Stempel, der aus zwei verwachsenen Fruchtblättern besteht. Der Fruchtknoten ist durch Scheidewände (Septen) in zwei Fächer geteilt, von denen jeder eine Samenanlage enthält. In der Regel entwickelt sich nur eine Samenanlage.
Der Klimawandel wirkt sich auf die Blütezeit der Hasel aus. So setzt unter dem Einfluss der fortschreitenden Erwärmung des Klimasystems der Erde die Haselblüte tendenziell immer früher ein. Beispielsweise blühte im Jahr 2018 die Hasel bereits Ende Januar und damit 22 Tage früher als noch in den frühen 1950er-Jahren.

### Früchte

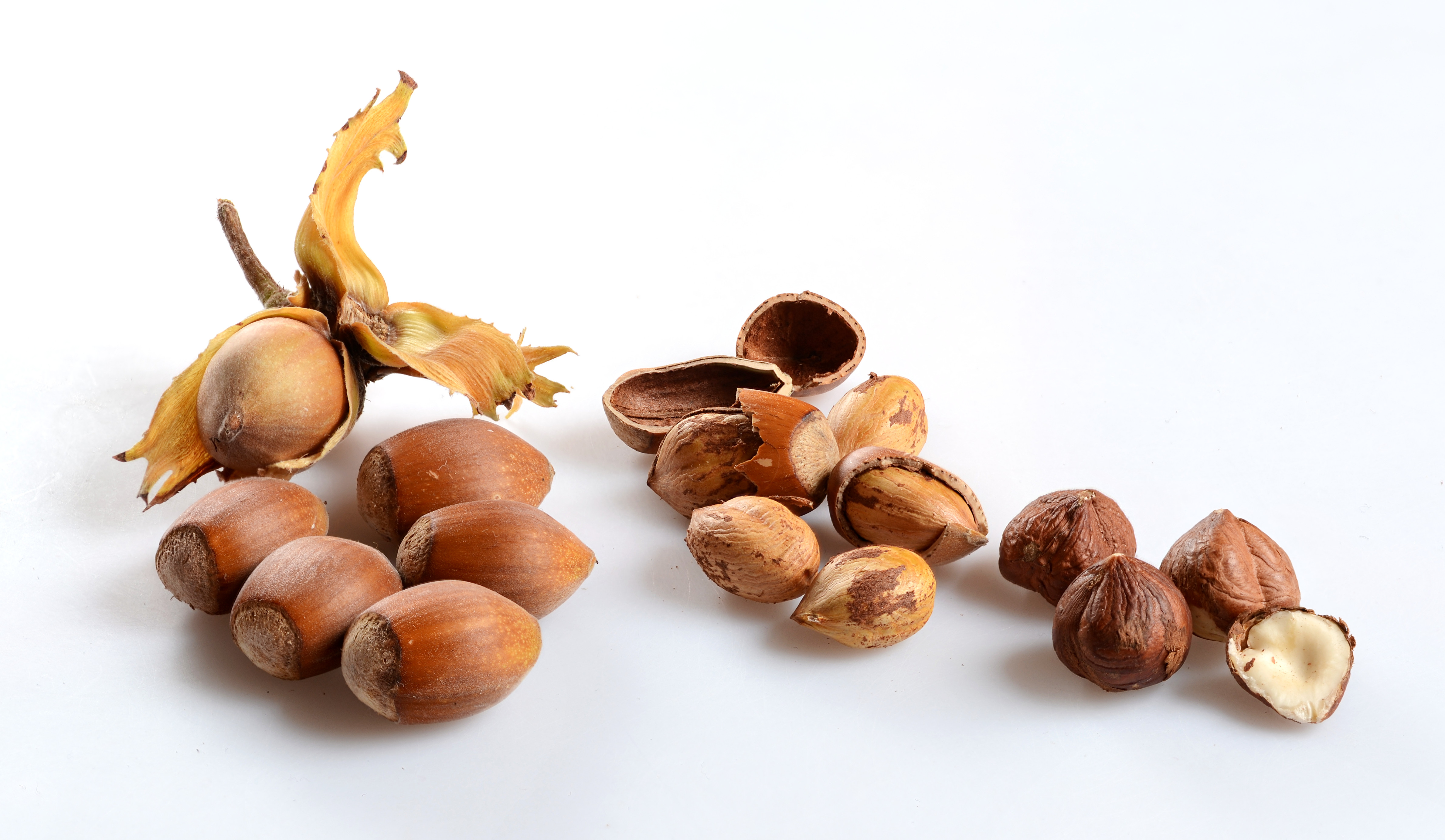
Reife Früchte der Haselnuss, ganz rechts nach der Trocknung

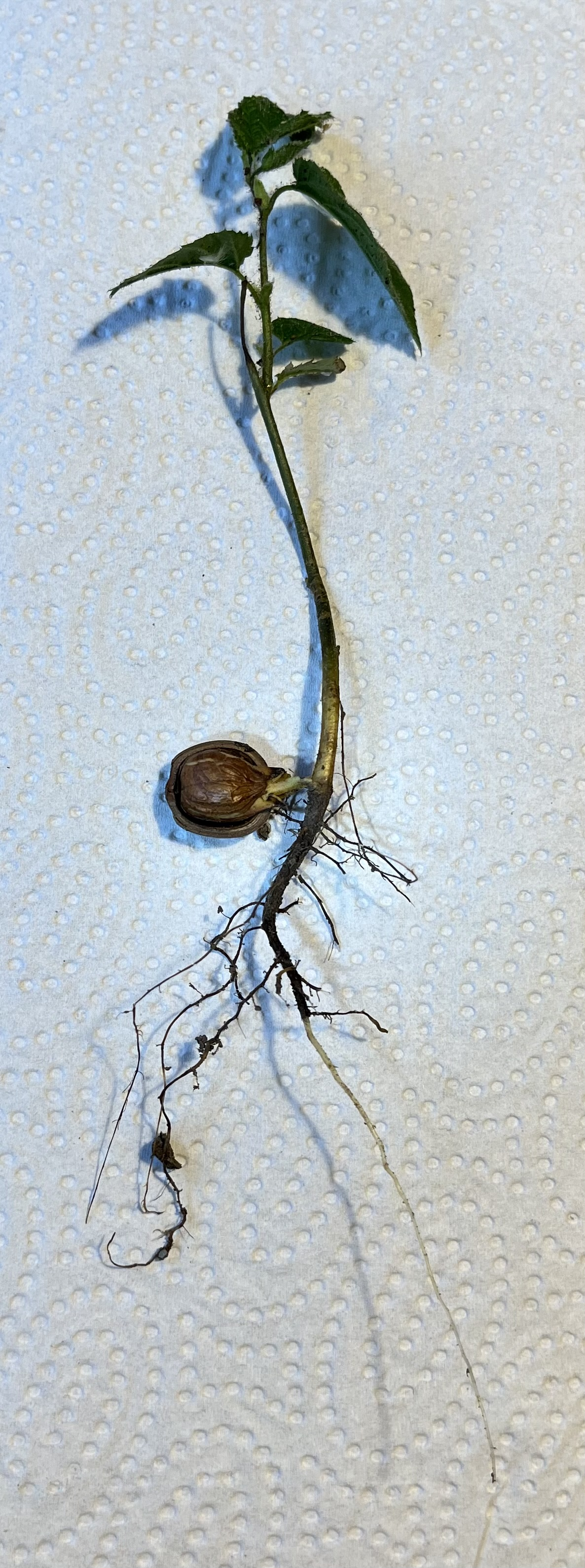
Keimling im ersten Jahr

Nach der Befruchtung werden die Scheidewände des Fruchtknotens reduziert, es entwickelt sich eine einsamige Nussfrucht (Haselnuss, lateinisch avellana). Selten entwickeln sich beide Samenanlagen zu Samen aus. Die beiden Vorblätter der Blüte entwickeln sich zur Fruchthülle, der Cupula, die bei der Gemeinen Hasel glockenförmig ist und einen zerrissen gezähnten Rand aufweist. Das rundliche Mal an der Unterseite der Frucht ist die ehemalige Ansatzstelle an der Cupula. Die Nuss ist seitlich leicht zusammengedrückt. An der Flachseite gibt es eine leichte, längsorientierte Eintiefung. Dies sind die Kommissuren, die Stellen, wo die beiden Fruchtblätter aneinanderstoßen. An der Schmalseite besitzt jede Nusshälfte eine leichte Erhebung, dies ist die Mediane jedes Fruchtblattes; hier lässt sich die Nuss am leichtesten spalten.
In der Nuss befindet sich ein einziger großer Samen ohne Endosperm. Die Samenschale (Testa) ist dünn und häutig. An einer Schmalseite liegt ihr die Columella an, das ist die Zentralsäule des Fruchtknotens, die sich bei der reifen Frucht von der basalen Ansatzstelle bis zur Spitze des Samens zieht. Sie ist die Verbindung zwischen Mutterpflanze und Samen. Der Achsenkörper des Embryos sitzt dementsprechend an der Spitzenseite des Samens, die Keimblätter füllen den restlichen Teil des Samens aus. Sie sind Speicherorgane, die hauptsächlich fette Öle speichern. Die Samen der Haselnuss enthalten rund 60 % fettes Öl. 100 Gramm enthalten rund 2700 kJ Energie. Studien über die Inhaltsstoffe von rohen italienischen Haselnüssen oder einem daraus hergestellten gerösteten Haselnussmaterial ergaben 37 geruchsaktive Verbindungen in den rohen Nüssen, während 46 Aromaverbindungen im gerösteten Nussmaterial nachgewiesen wurden. Darunter ist zum Beispiel Filberton als einer der wichtigsten Aromastoffe. Die Nüsse werden von Kleinsäugern (Eichhörnchen, Bilchen, Mäusen) und Vögeln (Kleibern und Hähern) verbreitet. Diese Tiere nutzen die Nüsse als Nahrung, durch verlorene Nüsse und vergessene Nahrungsverstecke sorgen sie zugleich für die Ausbreitung der Samen. Erntezeit ist üblicherweise September/Oktober.

### Wurzeln und Mykorrhiza
Die Hasel hat ein sehr intensiv verzweigtes Wurzelsystem. Neben einer Pfahlwurzel bildet sie starke Seitenwurzeln aus, die nahe der Oberfläche liegen, jedoch nicht sehr weit reichen. Die dichteste Durchwurzelung ist in 30 bis 40 Zentimetern Tiefe. Die mittlere Wurzellänge liegt bei Haseln in Feldschutzhecken bei drei, maximal vier Metern. Daher übt die Hasel kaum negativen Einfluss auf benachbarte Kulturen aus. Die Hasel geht mit folgenden Pilzen eine Ektomykorrhiza ein: Schwarze Trüffel (Tuber melanosporum), Sommer-Trüffel (Tuber aestivum), Wintertrüffel (Tuber brumale); aber auch Perlpilz (Amanita rubescens), Steinpilz (Boletus edulis) und Cenococcum geophilum. Auch der Hasel-Milchling bildet eine Mykorrhiza mit der Hasel.

### Chromosomenzahl
Die Chromosomenzahl beträgt 2n = 22, seltener 44.

## Verbreitung und Florengeschichte

Verbreitung der Gemeinen Hasel
Natürliche Verbreitung× Isolierte Populationen

Das Areal der Hasel umfasst große Teile Europas sowie Anatolien und den Kaukasus. Überwiegend an der Schwarzmeerküste in Nordanatolien – in den Provinzen Zonguldak bis Giresun – findet man eine hohe Dichte an Haselnussplantagen. Im Norden reicht das Verbreitungsgebiet bis zu den Orkney-Inseln sowie in Norwegen bis zum Polarkreis. In Schweden kommt die Hasel bis zum 64., in Finnland bis zum 63. Breitengrad vor. Ob die Hasel in Nordafrika und in Syrien natürlich vorkommt, ist nicht ganz gesichert.
Die Hasel kommt im Süden des Verbreitungsgebiets bis in wesentlich höhere Lagen vor als im Norden. So liegt die Höhengrenze im Erzgebirge und in den Vogesen bei 800 m, in den Nordalpen meist bei 1200 m, in Kärnten bei 1600 m und in Nordmazedonien bei 1500 m. In den Allgäuer Alpen steigt sie im Tiroler Teil am Heuberg bei Häselgehr bis zu 1500 Metern Meereshöhe auf. Fossil ist die Hasel seit dem Pliozän bekannt. Die letzte Eiszeit überdauerte sie in einem Rückzugsgebiet in Südwest-Europa, u. a. im Norden Portugals. Zu Beginn der Frühen Wärmezeit (Boreal) wanderte sie von dort nach Mitteleuropa ein. Sie verdrängte hier die Kiefer und Birke. Ihre schnelle Wiederverbreitung wird von einigen Wissenschaftlern mit der Einwanderung des Menschen in Verbindung gebracht, für die die Nüsse ein wichtiger Nahrungsbestandteil waren. Von 7000 bis 6000 v. Chr., während der Mittleren Steinzeit, war die Hasel das dominierende Gehölz in Mitteleuropa. Danach wurde sie in Mitteleuropa von Eichenmischwäldern zurückgedrängt. Circa 5000 v. Chr. erreichte die Hasel Südschweden, 2000 v. Chr. die obere Wolga.

## Standorte
Die Hasel wächst bevorzugt in ozeanischem und subozeanischem Klima in sommerwarmen Lagen. Sie wächst in lichten Wäldern, an Waldrändern und Feldhecken. Sie ist eine Lichtpflanze, verträgt aber auch mäßigen Schatten. Bezüglich Feuchte, Bodenreaktion und Stickstoffbedarf ist sie nach der Klassifizierung nach Ellenberg indifferent. Ihr Optimum erreicht sie auf feuchten, gut durchlüfteten, warmen Böden, die einen hohen Humusgehalt und neutrale bis alkalische Reaktion haben. Auf nährstoffarmen Sanden sowie auf sauren, vernässten Standorten gedeiht sie nicht. Pflanzensoziologisch kommt sie in Mitteleuropa vor allem in Eichen-Hainbuchenwäldern (Carpinion betuli) und in Auenwäldern (Alno-Ulmion) vor. Die optimalen Bedingungen hat sie in älteren Schlehengebüschen (Prunetalia-Stadien) auf potentiellen Buchenwald-Standorten (Fagion bzw. Fagetalia). Auch auf offenem Blockschutt bildet sie eigene Corylus avellana-(Tilio-Acerion)-Gesellschaften, den Hasel-Buschwald: beschrieben wurden sie etwa aus Kärnten.

## Ökologie

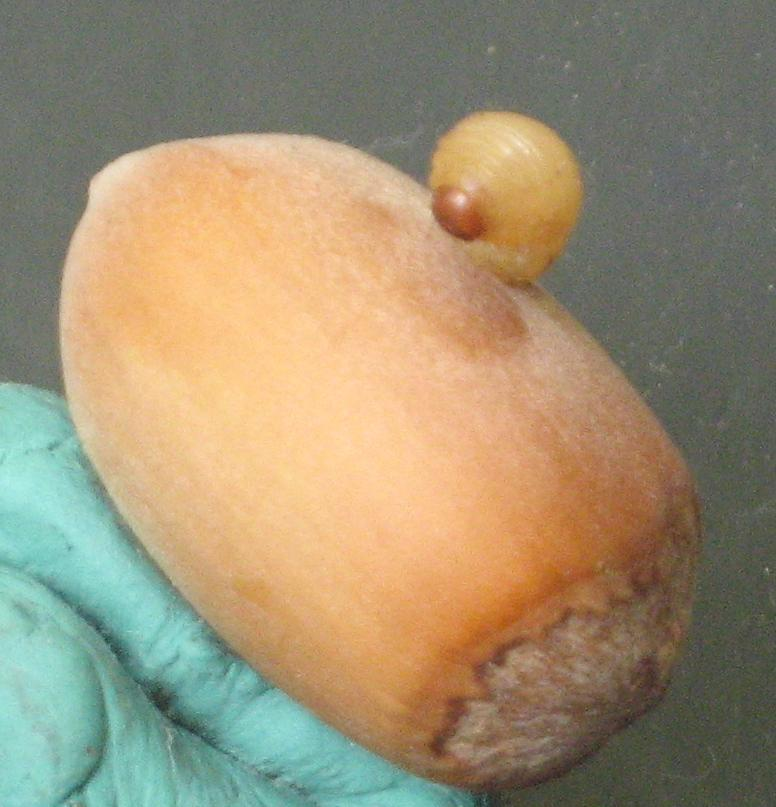
Haselnuss mit Haselnussbohrerlarve

Es gibt eine Unzahl verschiedener Insektenarten, die sich unter anderem von den Blättern, Früchten oder dem Saft der Gemeinen Hasel ernähren. Dazu gehören auch einige Arten, die monophag ausschließlich von dieser Pflanze leben. Beispiele sind der Haselnussbohrer (Curculio nucum), Zikaden wie die Haselmaskenzikade (Oncopsis avellanae), Ochsenlaubzikade (Edwardsiana avellanae) oder die Dornenlaubzikade (Edwardsiana spinigera) und Pflanzenläuse wie Myzocallis coryli oder die Haselnussblattlaus (Corylobium avellanae).
Der Echte Mehltau Phyllactinia guttata lebt auf Blättern der Haselnuss. Auch der normalerweise auf Hainbuche vorkommende Rostpilz Melampsoridium carpini soll im Kaukasus auf der Hasel vorkommen.
Auf toten Ästen der Hasel lebt der Hasel-Kleiebecherling, auf toten Ästen und Stämmen der Haselporling (Dichomitus campestris).

## Systematik
Man kann zwei Varietäten unterscheiden:
- Corylus avellana var. avellana: Sie kommt von Europa bis zum Kaukasus vor.[16]
- Corylus avellana var. pontica (K.Koch) H.J.P.Winkl.: Sie kommt in der nördlichen Türkei und im westlichen Transkaukasien vor.[16]

## Nutzung

### Holz

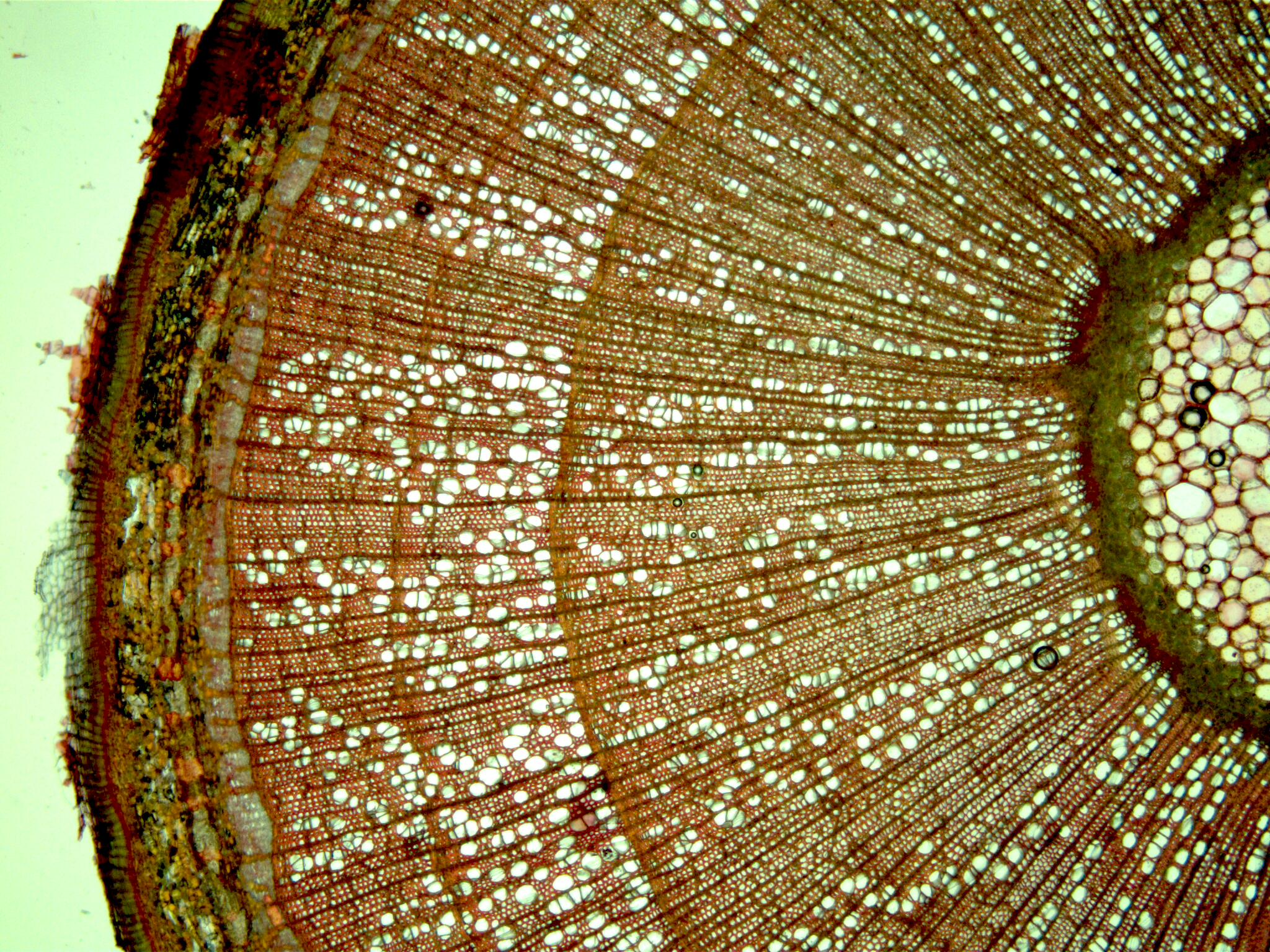
Astquerschnitt der Gemeinen Hasel

Die Gemeine Hasel hat forstwirtschaftlich keine große Bedeutung. Ihre hohen Ansprüche an die Bodenkraft machen sie ungeeignet, die Lücken in den Beständen auf ärmerem Boden zu füllen. Nur als Mischholz im Eichenniederwald (Eichenschälwald) leistet sie oft gute Dienste; ihr starker Blattabfall führt dem Boden reichlich Humus zu. Bis zum Anfang des 20. Jahrhunderts wurde das Haselnussholz von Reifschneidern für die Herstellung der Fassreifen verwendet. Starke junge Ruten werden als Stöcke, z. B. für den baskischen Makila, Gitterwerk, Blumenstäbe etc. verwendet, früher zudem für Vogelschlingen, Ausklopfstäbe und Korbbügel, stärkere Äste für Spazierstöcke und Armbrustbögen. Das Holz ist weich und gut spaltbar, aber nicht sehr haltbar. Man benutzt es für Tischlerarbeiten, früher auch für Wurfspeerschäfte. Im Bogenbau galt Haselnussholz lange als preisgünstiges bzw. kostenloses, leicht zu bearbeitendes „Anfängerholz“, insbesondere für Langbögen. Mittlerweile findet das gutmütige Bogenholz auch bei Fortgeschrittenen bis zu einem Zuggewicht bis ca. 70 lbs in wachsenden Maße Verwendung, wobei es von Fortgeschrittenen zumeist getempert wird. Häufiger wird es gespalten, die Späne zum Flechten benutzt. Die Kohle dient als Zeichenkohle, aber auch zur Herstellung von Schießpulver.

### Nüsse
Bereits im frühen Mesolithikum steuerte die Haselnuss einen wichtigen Beitrag zur Ernährung der Menschen bei. Die enorm schnelle Ausbreitung in diesem Zeitalter wird mit der Einwanderung des Menschen in Verbindung gebracht, der dies bewusst oder unbewusst durch die Anlage von Haselnussvorräten beschleunigte. Die heutzutage im Handel erhältlichen „Haselnüsse“ sind allerdings meist die Nüsse der Lambertshasel (Corylus maxima). Im Handel wird die Bezeichnung Haselnuss für die Früchte beider Arten, der Gemeinen Hasel wie für die Lambertshasel verwendet. Daher gibt es keine getrennten Erntestatistiken. Da genetische Analysen keine Differenzierung zwischen Corylus avellana und Corylus maxima (sowie den von einigen Autoren zusätzlich unterschiedenen Corylus pontica Koch und Corylus colchica Albov) zulassen, die morphologischen Merkmale lückenlos ineinander übergehen und die Formen frei miteinander kreuzbar sind, betrachten die meisten neueren Autoren alle diese Formen allerdings als Varianten einer einzigen weitgefassten Art Corylus avellana. Die türkischen Sorten und Kultivare unterscheiden sich von den mediterranen und westeuropäischen meist in eher niederliegend-aufsteigendem Wuchs und einer durchgehenden, die reife Nuss umhüllenden Fruchthülle.

#### Wirtschaftliche Bedeutung
Im Jahr 2022 wurden laut FAO weltweit 1.195.732 t Haselnüsse geerntet. Die zehn größten Produzenten ernteten zusammen etwa 97,0 % der Welternte.
| Erntemengen 2022 (in t, mit Schale) Haselnüsse | Erntemengen 2022 (in t, mit Schale) Haselnüsse |
| Land                                           | Ernte                                          |
| ---------------------------------------------- | ---------------------------------------------- |
| Türkei                                         | 765.000                                        |
| Italien                                        | 98.670                                         |
| Aserbaidschan                                  | 72.105                                         |
| Vereinigte Staaten                             | 70.310                                         |
| Chile                                          | 62.557                                         |
| Georgien                                       | 33.400                                         |
| Volksrepublik China                            | 24.696                                         |
| Iran                                           | 13.406                                         |
| Frankreich                                     | 9.960                                          |
| Polen                                          | 9.500                                          |
| Summe Top Ten                                  | 1.159.604                                      |
| Quelle: FAO                                    |                                                |

Innerhalb eines 10-Jahre-Zeitraums (2011–2020) wurde im Jahr 2019 die größte Erntemenge mit 1.125.049 Tonnen erzielt. Die Erntemenge im Jahr 2014, laut der Welternährungsorganisation (FAO) insgesamt 710.547 Tonnen, war die niedrigste in diesem Zeitraum. In diesem Jahr führten ungünstige klimatische Bedingungen mit Frost in der türkischen Schwarzmeer-Region, dem Hauptanbaugebiet, zu einem deutlichen Ernterückgang auf etwa 450.000 Tonnen und darauf folgenden, teils heftigen Preissteigerungen. Für das Jahr 2015 wurden hier wieder 646.000 Tonnen Nüsse geerntet und damit die Erntemenge wieder deutlich gesteigert. Im Jahr 2016 wurden dort mit 420.000 t noch weniger Haselnüsse geerntet als 2014.
Wegen der schwankenden Erträge führte die Türkei im Jahr 2016 für die besten Qualitäten wieder Preisgarantien ohne Mengenbeschränkung ein. In der Türkei waren auch noch 2017 kleine Parzellen an Hanglagen, welche sich kaum für eine maschinelle Bewirtschaftung eigneten, üblich.
Die größten Haselnussexporteure waren im Jahr 2021 die USA, Georgien und Spanien. Der US-amerikanische Haselnussexport bestimmt mit einem Anteil von 51,6 % (= 25.102 t) der weltweiten Exportmenge den Weltmarktpreis.

#### Verwendung
Für die industrielle Verarbeitung (Röstung) werden runde Kerne mit einem Durchmesser zwischen 9 und 13 mm benötigt. Industrienüsse sind darüber hinaus röstbar und leicht kernhautlösend. Die gehackten Nüsse oder das daraus gewonnene Haselnussöl werden für Backwaren, Süßigkeiten (Nougat, Krokant) und für Speiseeis verwendet. Die Röstung verstärkt den Nougatgeschmack; für weißes Nougat werden die Kernhäute entfernt.

#### Sorten
Es gibt zahlreiche Kultursorten, die aus selektierten Klonen aus Wildpopulationen hervorgegangen sind und vegetativ vermehrt werden. Einige Kultivare gehen auch auf sexuelle Kreuzung zwischen solchen Sorten, einige auf Kreuzungen von verschiedenen Arten zurück. Die Kultivare der Schwarzmeer- und Kaukasusregion und diejenigen des Mittelmeerraums sind genetisch (und auch morphologisch) klar voneinander geschieden und gehen auf unabhängige Domestizierungsereignisse zurück. Bei den türkischen Kultivaren unterscheidet das nationale Hazelnut Research Institute in Giresun 16 Hauptsorten und zahlreiche weitere lokale Kultivare und Landsorten, diese werden nach den Formen der Nüsse in drei Gruppen geteilt, solche mit runden, mit zugespitzten und mit mandelförmigen Nüssen.
Für die industrielle Verwendung und den Export bedeutsam sind vor allem die runden Formen. Die wichtigste Sorte ist Tombul, weitere verbreitete Sorten sind Cakildak, Cavcava, Fosa, Kan, Karafindik, Kargalak, Mincane, Palaz. Die zugespitzten Sorten, die als von geringerer Qualität gelten, sind etwa Aci, Incekara, Kalinkara, Kus und Sivri. Wichtige Sorten in Oregon (USA) sind Ennis, Butler und Barcelona, in Viterbo (Italien) Tonda Romana sowie in Deutschland die Hallesche Riesennuss oder die Zeller Nuss. Unterschiede der Sorten liegen auch in den ökologischen Ansprüchen, Krankheitsresistenzen (Xanthomonas arboricola), Verwendungsmöglichkeiten und Erträgen. Die Vermehrung erfolgt meist über vegetative Vermehrung, hauptsächlich durch Stecklingsbewurzelung, Absenkerbildung und Pfropfen. Bei letzterer dient oft die Baum-Hasel (Corylus colurna) als Unterlage, da sie mit ihrem Stamm leicht zu pflegen und zu beernten ist.

### Zierstrauch

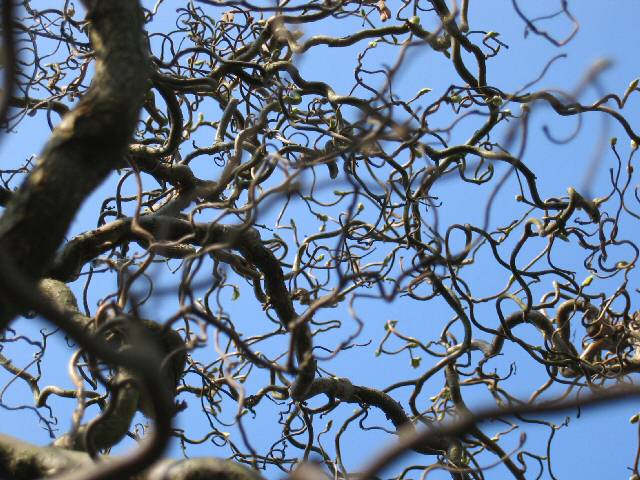
Korkenzieher-Hasel (Corylus avellana 'Contorta')

Außerdem werden einige Sorten in Gärten kultiviert:
- Die Korkenzieher-Hasel (Corylus avellana 'Contorta') – vermutlich eine Spontanmutation, entdeckt in England um 1900, zeichnet sich durch ihre korkenzieherartig gewundenen Zweige aus, die für Vasenschnitt im Winter genommen werden. Sie wird 3 bis 5 m hoch und 2 bis 4 m breit, die Nüsse sind kleiner und nicht so zahlreich wie bei der Art.
- Die Blätter der Sorte 'Aurea' sind beim Austrieb gelb und werden später gelbgrün.
- Corylus avellana 'Red Majestic' – rotblättrige Form der Korkenzieher-Hasel, etwas schwächer wachsend als diese.

## Pharmakologie
Als Arzneimittel dienen die Haselnussblätter (Folia Coryli avellanae). Sie enthalten 0,04 % ätherisches Öl, Palmitinsäure, Paraffin, Myricitrosid, Saccharose, Taraxerol und β-Sitosterin. Man verwendet sie in Teegemischen als Ersatz für Blätter von Hamamelis virginiana.

## Schädlinge
Bemerkenswert sind die Knospendeformationen hervorgerufen durch die Haselnuss-Gallmilbe (Phytoptus avellanae).
Auf nährstoffreichen Böden sind die Wurzeln gelegentlich von der vollparasitischen Schuppenwurz (Lathraea squamaria) besetzt.
Die Nüsse werden nicht selten durch die Larven des Haselnussbohrers (Curculio nucum) befallen, die den Samen fressen.

## Kulturelle Bedeutung

### Symbolik
Die Hasel ist ein Symbol für Lebens- und Liebesfruchtbarkeit, Unsterblichkeit, Frühling und glückhaften Beginn, Wunscherfüllung, Glück. Sie hat wie der Schwarze Holunder in Mitteleuropa eine lange kulturelle Tradition. Haselzweige waren häufig Teil von heidnischen sowie christlichen Grabfunden.
Als sehr altes Nahrungsmittel dürfte die Hasel schon bei Steinzeitkulturen einen hohen Stellenwert besessen haben. Zumindest aus germanischer Zeit ist überliefert, dass die „Frau Haselin“ nicht gefällt werden durfte. Fremde durften von Haselsträuchern nicht mehr als eine Handvoll Nüsse nehmen.
Im antiken Rom war die Hasel ein Friedenssymbol. Unterhändler bei Waffenstillstands- und Friedensverhandlungen hatten als Zeichen ihrer guten Absichten einen Haselzweig in der Hand. Noch in historischer Zeit wurden in Deutschland Mal- und Gerichtsstätten mit den „Summerlatten“, den Johannistrieben der Hasel, abgesteckt (umhaselt). Haselzweige dienten auch als Grenzmarkierungen. Der Weiser-Stab von Gerichts- und Forsthoheit bestand aus Haselholz.
Als Glücksbringer und Fruchtbarkeitssymbol wurde in Rom, in England und in Südwestdeutschland der Braut bei der Hochzeit ein Korb mit Haselnüssen geschenkt oder man bewirft das Brautpaar mit Haselnüssen. Im alten Rom warf der Bräutigam Nüsse unter die Gäste.
Bei der heiligen Hildegard von Bingen war die Hasel nicht in hohem Ansehen: Der Haselbaum ist ein Sinnbild der Wollust, zu Heilzwecken taugt er kaum. Nüsse wurden nämlich mit Sexualität und Fruchtbarkeit in Verbindung gebracht. Diese sexuelle Konnotation der Hasel ist etwa im Volkslied zu erkennen:
Die Nachtigall singt auf kein Tannenbaum,
Schlagt in der Haselnussstaudn …
Die Nachtigall singt nur während der Weibchensuche, nach der Paarung nicht mehr. Die Redewendung in die Haseln gehen steht für ein Stelldichein. Die Volkssprüche viel Hasel, viel Kinder ohne Vater und der ist aus einer Haselstaude entsprungen weisen auf den außerehelichen Charakter solcher Verbindungen hin. Die in vielen Gegenden übliche Sitte, seiner Liebsten am 1. Mai ein Birkenbäumchen vor das Fenster zu stellen, wurde durch das Setzen eines Haselstrauches abgewandelt und das betreffende Mädchen dem Spott übergeben. Aus der Normandie ist dieser Brauch bereits aus dem Jahr 1393 belegt. Aufgrund dieser Sexualsymbolik wurde die Hasel als Aphrodisiakum verwendet: Zu Pulver gebrannte Haselrinde wurde ins Essen gemischt oder es wurde Haselnussöl verwendet.
Das Wappen der Gemeinden Hassel (Altmark) und Haslach im Kinzigtal zeigt ein Haselgewächs; in dem von Sprockhövel ist unter anderem ein fruchttragender Haselzweig zu sehen.

### Aberglaube
Dem Strauch wurden auch abwehrende Eigenschaften zugesprochen: Mit einem Haselzweig sollte man sich der Schlangen und Hexen erwehren können. Aschenputtel erhielt ein Reis von einer Hasel von ihrem Vater, den sie am Grab ihrer Mutter pflanzte. Haseln wurde und wird die Eigenschaft zugeschrieben, Kraftströme fließen zu lassen. Daher werden Haselruten als Wünschelruten verwendet. Der Strauch soll auch vor Blitzschlag schützen und störende Erd- und Wasserstrahlen ableiten. Der Haselzauber wurde zwar schon in frühfränkischer Zeit (Lex Ripuaria) verboten, blieb aber noch über Jahrhunderte bestehen. Der Glaube an die Wünschelrute blieb bis ins 17. Jahrhundert allgemein verbreitet. Man wollte Schätze, Metalladern und Quellen damit aufspüren. Diese Verwendung ist etwa in Georgius Agricolas De re metallica von 1556 abgebildet. Der Gebrauch als Wünschelrute hat sich bis heute erhalten.

### Redewendungen
Eine prosaische Verwendung der Hasel versteckt sich hinter der Redewendung „jemanden mit Haselsaft erquicken“: als Prügelstock.
Große Verbreitung hat auch das Volkslied Schwarzbraun ist die Haselnuss gefunden.

## Trivialnamen
Für die Gemeine Hasel bestehen bzw. bestanden auch die weiteren deutschsprachigen Trivialnamen Augstnuss (Schwaben), Drateln, Frau Hasel, Hagnuss (Bern), Hasel (Norddeutschland), Haselbaum (Norddeutschland), Haselbusch, Haselbusk (Nordwestdeutschland), Haselnot, Haselstude (mittelhochdeutsch), Hasesnot (mittelniederdeutsch), Hasliboum, Haslen (Bern), Hasliholz (St. Gallen), Haslistuda (St. Gallen), Hassel (Unterweser), Hasselboum, Hasselbusch (Norddeutschland), Hasselnäss (Siebenbürgen), Hasselstrach (Siebenbürgen), Hasselstaude, Hasselnot, Hasselstruk (Nordwestdeutschland, niederdeutsch), Haxelnuss, Hesele (mittelhochdeutsch), Heselinholz (mittelhochdeutsch), Heslinholz (mittelhochdeutsch), Hesse, Hüselte, Klaeterbusk (Bremen), Kätzlein, Klöterbusch (Hamburg), Märzennudeln, Nööthbusch (Mecklenburg), Nussblüh, Nussbusch und Nussstrauch.

## Geschichte

### Historische Abbildungen

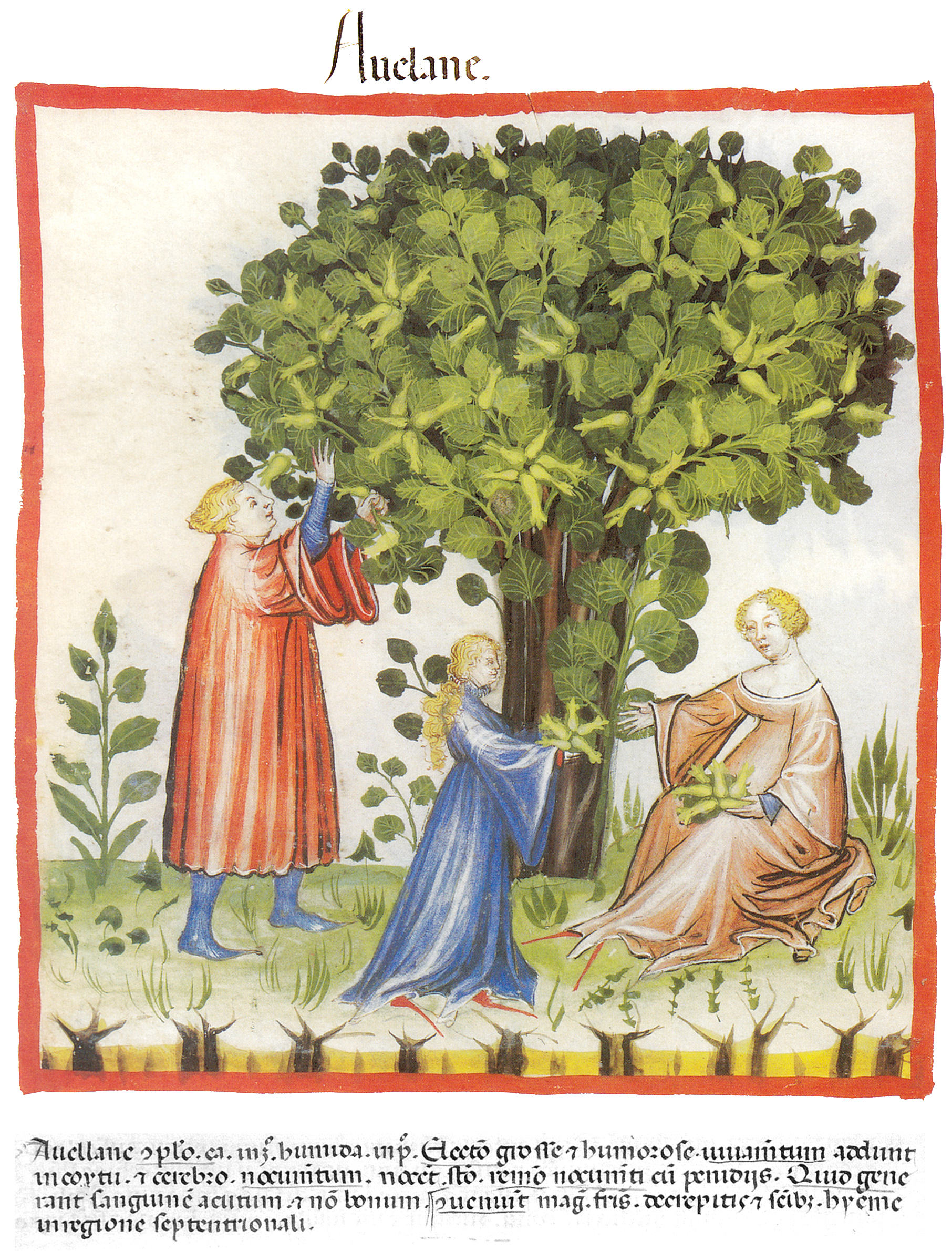
Tacuinum sanitatis (Ibn Butlan) 14. Jh.
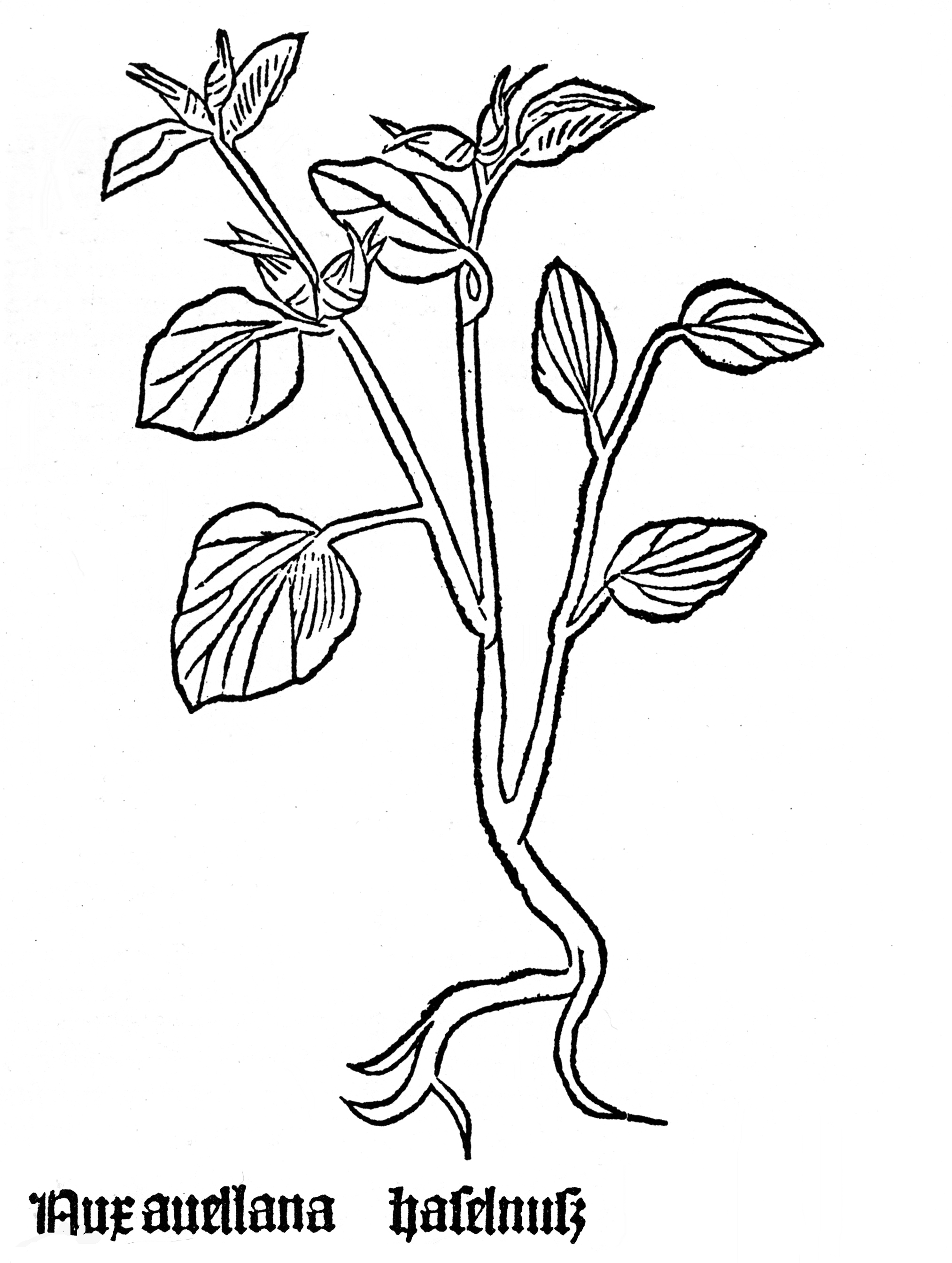
Gart der Gesundheit 1485
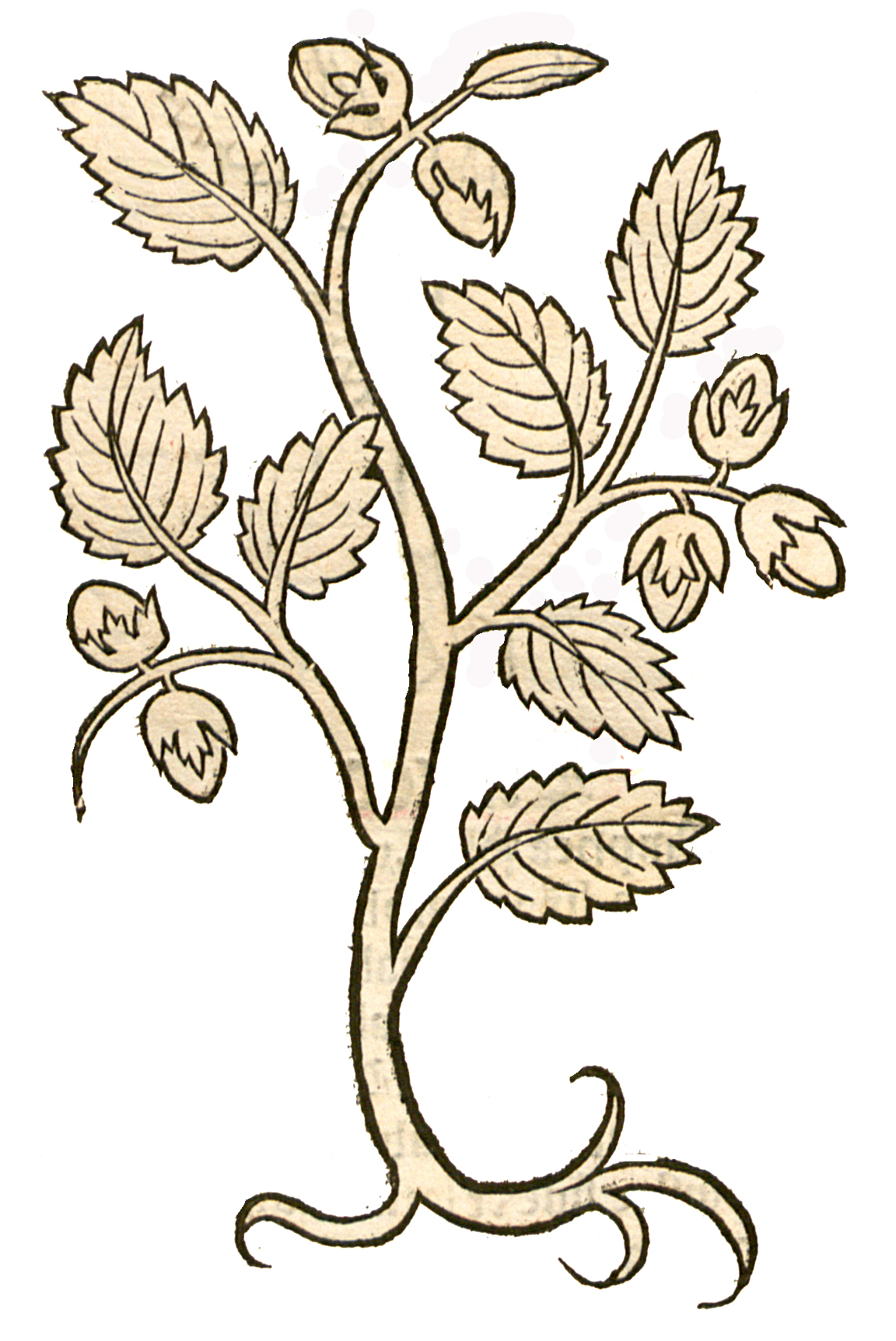
Hortus sanitatis 1491

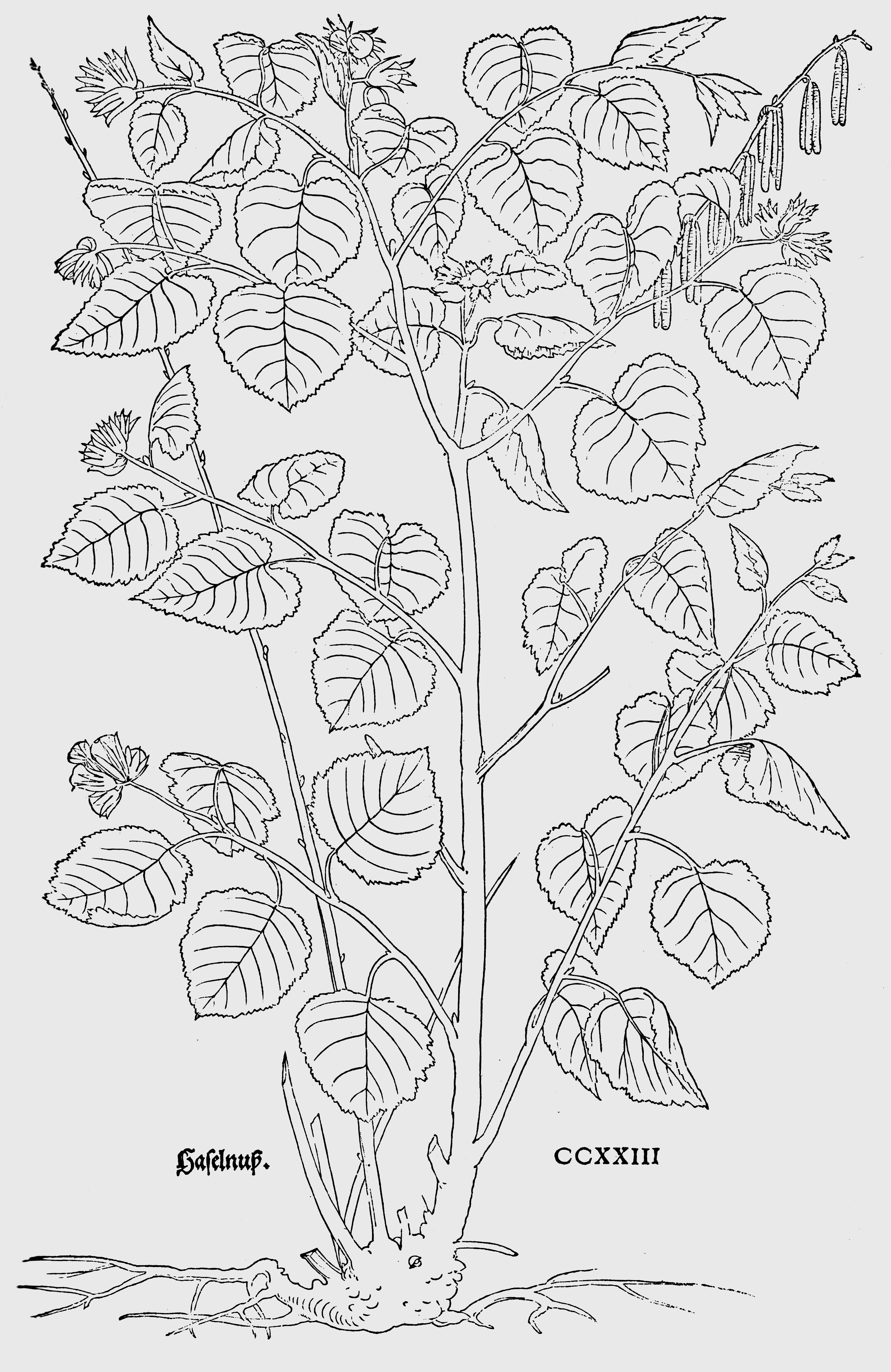
Leonhart Fuchs 1543
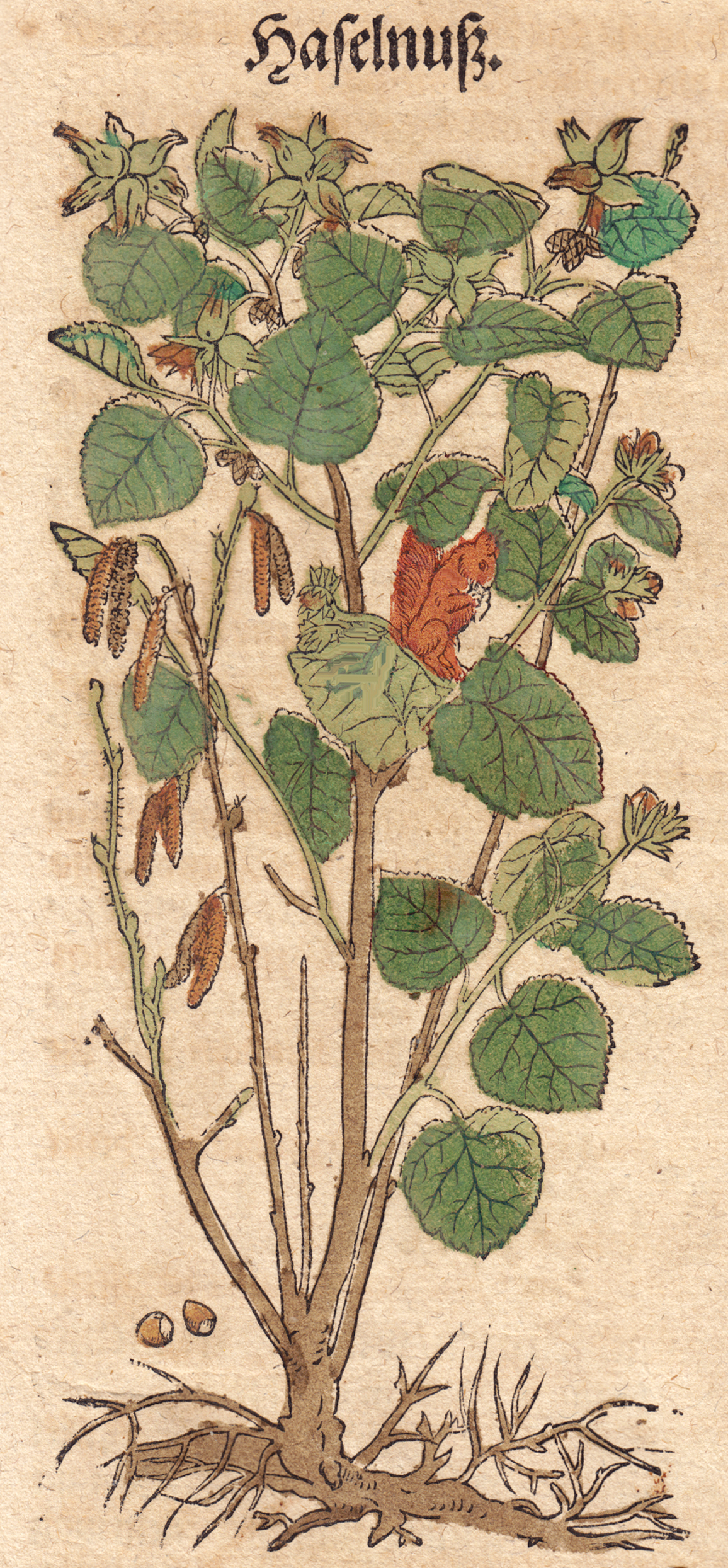
Hieronymus Bock 1551
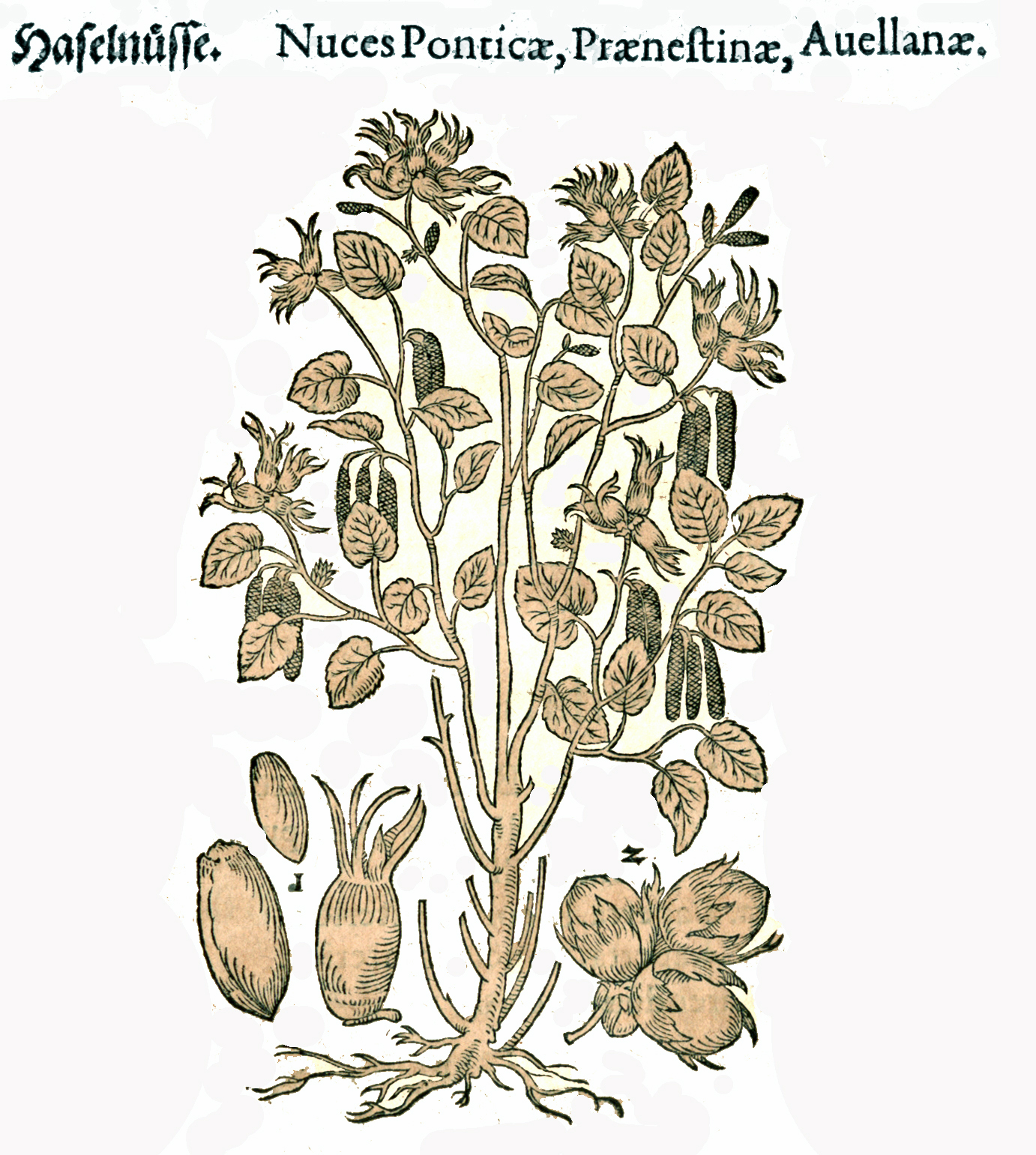
Mattioli / Handsch / Camerarius 1586